# 柳澤秀夫
柳澤 秀夫（やなぎさわ ひでお、1953年9月27日 - ）は、日本の放送ジャーナリスト。元NHK解説委員長。

## 生い立ち
福島県若松市 (現・会津若松市) 出身。

## 人物
子供の頃から典型的な天文少年で、天文学者になる事が夢だった。どうしても手に入れたかった天体望遠鏡を手に入れるため、母が勤める食料品店の手伝いをしたり、親戚に頼まれことを引き受けるアルバイトをしたり、小学生なりに堅実に小遣いを稼いだ。小学6年生の時に大彗星の美しい姿に大いに興奮した。中学一年生の時に、念願だった天体望遠鏡を手に入れた。
また、機械工作などを趣味として秋葉原ラジオ会館へ部品探しに通い、アマチュア無線技士として自作の無線機を用いてアマチュア無線家ともなる。コールサインはJA7JJN。マイクロ波の47ギガヘルツで10ミリワットと微弱な空中線電力で他のアマチュア無線局と交信し、2014年11月中旬に77ギガヘルツで直線通信距離225キロメートルを記録している。また、アマチュア無線家であることが縁で、ヨルダン国王のフセイン1世在命中にインタビューをしたこともあり、アマチュア無線の話で盛り上がった。
マヨネーズを取材現場に持参するほどのマヨラーで、ミョウガを苦手とする。

## 経歴
1969年4月、福島県立会津高等学校に入学。理系に向けて勉強に励むが 眼力に異変を感じて病院で診察を受けたところ「赤緑色弱」と診断され理系は断念。1972年に同校を卒業し、早稲田大学政治経済学部政治学科に進学。大学3年時に鴨武彦教授のゼミを志望。
1977年3月、早稲田大学政治経済学部政治学科を卒業。同年4月に日本放送協会に入局。2か月の研修を経て、初任地のNHK横浜放送局に配属。横浜時代は横浜市内の17の警察署を1人で担当。連絡の手段はポケットベル。携帯やスマートフォンが無かった時代なので、ポケベルが鳴ると公衆電話を探して神奈川県警察本部の記者クラブにいるキャップか局に連絡、同時に小型受信機で警察無線を傍受。事件事故の現場へ急行する手段を取った。入局1年目の9月27日に横浜米軍機墜落事故が発生。翌28日に事故現場である横浜市郊外に急行、米軍と警察が張った規制線にへばりついて現場検証の様子を原稿に纏め、局に送ったという。横浜局は一年間在籍。
入局2年目の1978年より『NHK沖縄放送局』に異動。沖縄時代は事件事故の傍ら沖縄の米軍基地の取材を担当。在任期間中に米軍基地のアメリカ海兵隊の演習場にて山火事が発生し、カメラマンと一緒に火の粉が飛んでくるほど近い場所に住んでいる高齢男性にマイクを向けた。その後も沖縄の基地問題に関する取材を積み重ね、沖縄局には4年間在籍した。
5年目の1984年より報道局外信部（現在の報道局国際部）に配属。その翌年の1985年に特報部（現在の科学文化部）が報道局に立ち上がり、外信部と兼務。同年8月12日に日本航空123便墜落事故が発生、沖縄時代の記者経験を生かしながら事故取材のチームに加わり、徹夜で取材。東京を中心に事故原因の資材に走り回り、運輸省航空事故調査委員会（現在の運輸安全委員会）の調査官や航空会社の関係者への取材に駆け回ったという。翌1986年11月にフィリピンの首都マニラ郊外にて、大手商社である三井物産のマニラ支店長誘拐事件が発生、国際報道の応援としてマニラの渡航。翌1987年1月に支店長が解放される可能性という情報が流れ、同月22日に（支店長が無事に解放され、フィリピン当局が保護した）という情報がもたらされ、相前後してある通信社も「救出」の一報を打った。同年3月31日に支店長は無事に解放、NHKはすぐに速報を流したという。1989年、中国の戒厳部隊の鎮圧による中国情勢、いわゆる天安門事件が発生。海外特派員として香港に渡航。天安門事件の影響として香港の様子を懸命にレポートした。翌年の1990年9月にカンボジア内戦が勃発し、首都プノンペンに渡航、1か月の取材をしてタイの首都バンコクを経由して東京に帰国。帰国の前の月にイラクがクウェートに侵攻、いわゆる湾岸危機が迫っており、世界が大変に騒がしい世の中に翻弄されていて、帰国から1か月後の10月に報道局国際部内にあるプロジェクトチームに配属。戦争になったら何が起きるのかのシミュレーションを重ね、準備を進めた。同年12月ヨルダンの首都アンマンにあるNHK資材前線本部（当時）のデスクからの連絡により、成田空港から国際線にてイランの首都カイロに飛び、イスラエルに入って何日かかけてパレスチナの取材も担当。翌年の1991年1月、NHKカイロ支局長に就任。同年、開戦勃発した湾岸戦争時には西側諸国の海外機動取材班としてイラクに残って、インマルサット（国際移動通信電話）を使ったレポートを繰り返した「伝説的な放送記者」となった。1994年7月5月のパレスチナ自治区のヨルダン川西岸地区にて、イスラエルと抵抗するパレスチナ人が道路を封鎖。取材の行く手を阻まれた際も無線で応援記者をはじめとするNHKの支局と連絡を取り、戦況の様子を詳しく伝えた。3年半の任務を経て、日本に帰国。帰国後は報道局国際部のデスクとなり、8年間デスク業務に携わった。
2002年にNHK解説委員室解説委員に就任し、アジア・中東・アフリカを専門に担当。アメリカ同時多発テロ事件から丸1年、イラク戦争の影響により、中東情勢に関するドキュメンタリー番組や討論番組には頻繁に出演。また、勃発するイラク戦争ではNHKの特設ニュースにて中東・アフリカによる最新の今後の動きを鋭く分析・解析をし、4年間在籍。
2006年4月3日、『NHKニュース21』が1993年3月に放送終了して以来13年ぶりに、（後続のストレート形式の『NHKニュース9』と大型ニュース番組『NHKニュース10』を統合して21時台とした）大型ニュース番組『ニュースウオッチ9』がスタート（放送開始前に番組の立ち上げにも参加）。国際報道記者生活28年同番組の初代メインキャスターに伊東敏恵アナウンサー（当時）と、スポーツ担当の青山祐子アナウンサー（当時）、フィールドリポーターの堀潤アナウンサー（当時）と安部みちこアナウンサー、気象予報士の平井信行と共に就任。
『ニュースウオッチ9』を担当していた2007年10月31日、肺癌を患い退任、後任の藤澤秀敏にバトンを譲った。1年余りに渡って肺癌の治療に専念した（その翌年、共演した藤澤秀敏キャスターと伊東敏恵アナウンサーが退任）。その後体調が戻ったこともあり、2009年から解説委員室が関わる番組に再び出演。当初NHK広報室は肺癌ではなく単に「肺疾患」としていたが、不定期の出演番組が主体となって制作した2012年11月18日放送の『NHKスペシャル』で自ら初めて触れ、それが肺癌だったことを明かし、自らの闘病体験を基に日本の癌ワクチン研究・開発に対する意見を述べた。
2012年6月15日付で、NHK放送総局解説委員長に昇進。その後、解説委員に戻った。2013年に還暦を迎える。
「ヤナギー」の愛称で親しまれている。
2017年10月28日より、会津地方出身者による親睦会「会津会」の第8代会長を務めている。
2018年9月30日付を以て日本放送協会（NHK）を退職。10月1日よりホリプロと契約すると共に『ワイド!スクランブル』（テレビ朝日）の水・金曜コメンテーターとして、10月3日に民放初出演。その後も数多くの民放番組でコメンテーターを担当している。

## 出演番組

### テレビ

#### 協会在職中
報道・情報番組
| 期間           | 期間           | 番組名            | 役職                                           | 備考 |
| -------------- | -------------- | ----------------- | ---------------------------------------------- | --- |
| 2006年4月3日   | 2007年10月31日 | ニュースウオッチ9 | メインキャスター                               | 番組の立ち上げにも関わった |
| 2010年3月29日  | 2018年3月30日  | あさイチ          | キャスター兼コメンテーターおよび解説担当       | 番組の立ち上げから期間の通り8年間出演、2012年6月15日から不定期出演し2014年8月25日から本格復帰、番組降板後もゲスト扱いで出演することがある |
| 2012年11月18日 | 2012年11月18日 | NHKスペシャル     | 『がんワクチン〜“夢の治療薬”への格闘〜』進行役 | 当時司会を担当していた『あさイチ』チームによる制作として放送                                                                              |

バラエティ番組・その他
- ザ少年倶楽部プレミアム（BS2初回放送日で2010年11月19日） - 『あさイチ』での共演者である20th Centuryの井ノ原快彦とともにスタジオトークでゲスト出演
- 双方向解説・そこが知りたい!
- 解説スタジアム

#### 協会退局以降
報道・情報番組
| 期間          | 期間           | 番組名                                                                             | 役職                       |
| ------------- | -------------- | ---------------------------------------------------------------------------------- | -------------------------- |
| 2018年10月    | 現在           | ワイド!スクランブル→大下容子ワイド!スクランブル（テレビ朝日）                      | 木曜日コメンテーター       |
| 2019年4月6日  | 2025年3月15日  | 大好き♡東北 定禅寺しゃべり亭（NHK仙台放送局）                                      | 毎月1回での司会            |
| 2019年4月27日 | 2024年12月21日 | 中居正広のニュースな会→中居正広のキャスターな会→中居正広の土曜日な会（テレビ朝日） | 解説員での準レギュラー出演 |
| 2019年9月30日 | 現在           | Live News it!→Live News イット!（フジテレビ）                                      | 月・木曜日コメンテーター   |
| 2020年1月     | 2021年3月      | あさチャン!（TBSテレビ）                                                           | 火曜日コメンテーター       |
| 2020年4月5日  | 2020年4月5日   | サンデーLIVE!!（テレビ朝日）                                                       | ゲスト出演                 |
| 2021年3月8日  | 2021年3月8日   | 報道ランナー（関西テレビ）                                                         | リモートでのゲスト出演     |
| 2021年7月18日 | 2021年7月18日  | Mr.サンデー（フジテレビ・関西テレビ）                                              | ゲスト出演                 |
| 2022年10月8日 | 現在           | サタデーステーション（テレビ朝日）                                                 | コメンテーター             |

バラエティ番組
- 徹子の部屋（2019年1月23日・2021年5月12日、テレビ朝日）
- クイズプレゼンバラエティー Qさま!!（2019年1月28日 - 、テレビ朝日） - スペシャル解説、解答者

### ラジオ
- 伊集院光とらじおと（2019年1月31日、TBSラジオ） - ニュース解説の代役として

## 主な著作
- 記者失格